# ジョージ・S・グリーン
ジョージ・シアーズ・グリーン（George Sears Greene、1801年5月6日-1899年1月28日）は、アメリカ合衆国の土木技師であり、南北戦争の時は北軍の将軍だった。アメリカ合衆国のために傑出した軍隊履歴を残してきたロードアイランド州のグリーン家の一員だった。戦争中に最も貢献できたのは、ゲティスバーグの戦いでカルプスヒルの北軍右側面を守った時だった。文民としてはアメリカ土木建築学会の創設者となり、合衆国北部で多くの鉄道と水路の建設プロジェクトで功績を残した。

## 初期の経歴
グリーンはロードアイランド州アッポノーグで、ケイレブとサラ・ロビンソン・ウィックスのグリーン夫妻の子供で9人兄弟の1人として生まれた。その家系はロードアイランドの設立やアメリカ独立戦争にルーツがあり、ジョージ・グリーンには又従兄弟にあたるナサニエル・グリーン将軍は独立戦争の英雄だった。父のケイレブは金銭に抜け目のない船主かつ商人だったが、アメリカの船舶が他国から商品を持ち込むことを禁じた1807年の通商禁止法と米英戦争（1812年-1815年）のために一家は財政的苦境に陥った。少年のグリーンはプロビデンスのレンサム・アカデミー、続いてラテン・グラマー・スクールに通い、ブラウン大学への進学を望んだが、貧窮化した父は学費が出せなくなったので、グリーンはニューヨーク市に行ってパール通りの乾物屋で職を見付けた。
グリーンはニューヨークの店で陸軍士官学校校長のシルヴァナス・セイヤー少佐と出会い、セイヤーが陸軍長官にグリーンの士官学校入学指名を推薦した。グリーンは18歳の時にウェストポイント（陸軍士官学校）に入学し、1823年に同期35人中2番目の成績で卒業した（グリーンの同期には、後の北軍総務局長ロレンソ・トマス、ジョーゼフ・マンスフィールド、デイビッド・ハンター、デニス・ハート・マハンおよび後の南軍の将軍アルバート・ジョンストンがいた）。士官学校の卒業生で成績が上位の者は通常所属兵科に工兵を選択するが、グリーンは砲兵を選び、第3アメリカ砲兵連隊の少尉に任官された。しかし、士官学校での成績が良かったために、1827年までは数学の助教授および土木技術の首席助教授として学校に留まった。この期間の教え子の中にはロバート・E・リーがいた。
1828年夏、グリーンはウェストポイントでの最良の友であるデイビッド・ビントンの姉妹、メアリー・エリザベス・ビントンと結婚した。メアリーはその後の4年間に3人の子供、メアリー・ビントン、ジョージ・シアーズおよびフランシス・ビントンを出産した。グリーンが1833年にメイン州サリバン砦勤務となりそこに行っている間に悲劇が襲った。メアリーと3人の子供達全てが恐らくは結核のために7か月の間に死んだ。グリーンは心の痛みを癒し、平時の守備隊任務にある孤独感や寂寥感から逃れるために、法律と医学の勉強に没頭し、1836年に土木技師となるために除隊した時はどちらも専門家の免状を得られるほどになっていた。
グリーンは6州で鉄道を建設し、ワシントンD.C.、デトロイトなど幾つかの都市で、市内の上下水道設備を設計した。ニューヨーク市ではセントラル・パークのクロトン水路の給水所を設計し、ハーレム川に架かるハイ・ブリッジを大きくした。ニューヨーク市でアメリカ土木建築協会の創設者12人の1人となった。鉄道の測量のためにメイン州に行っているときに、マサチューセッツ州の著名な政治家サミュエル・ダナの娘、マーサ・バーレット・ダナと出会った。2人は1837年2月21日にマサチューセッツ州チャールズタウンで結婚した。夫妻には6人の子供が生まれ、4人の男子は南北戦争で北軍に志願し、1人は娘、あと1人の男子は幼時に死んだ。

## 南北戦争
南北戦争で北軍の危機に直面したグリーンは既に60歳を超え、25年間も軍隊を離れていたにも拘わらず、再び従軍することを強いられた。本質的に政治には無関心であり奴隷制廃止論者でもなかったが、合衆国を1つにまとめておくことは堅く必要だと信じた。1862年1月18日に第60ニューヨーク歩兵連隊の大佐に指名された。この連隊はニューヨーク州北部出身の者で構成されており、その大佐には不満で中隊長達はグリーンの解任を請願した。エドウィン・D・モーガン州知事は当初、グリーンの年齢故に指名を躊躇っていたが、13年間正規軍に在籍した経験が政治や軍隊の問題を解決すると見なした。この頃、マサチューセッツ州知事ジョン・A・アンドルーもグリーンに連隊長を任せようとしていたが、グリーンがニューヨーク州を選んだ。第60ニューヨーク歩兵連隊の士官達は、年を取り、ごま塩頭の男が任務に就いたとき当惑した。その士官達は当時の中佐を昇進させてくれるよう求め、そうすれば自分達の多くも階級が上がるものと考えた。
1862年4月18日、グリーンは志願兵の准将に指名され、南軍ストーンウォール・ジャクソン少将に対抗してバレー方面作戦にあったナサニエル・バンクス少将の参謀となった。61歳のグリーンは南北戦争の将軍の中でも最も年寄りの部類であり、部下達は「オールドマン」あるいは「パプ」グリーンと呼ぶようになった（南北戦争で実際にはグリーンより年長の将軍は17人いた）。しかし、その年齢は軍隊の中で最も攻撃的な指揮官であることを妨げなかった。北バージニア方面作戦のシーダー山の戦いではバージニア軍第2軍団第2師団の第3旅団を指揮した。グリーンは自隊の3倍の勢力がある南軍に攻撃されたが、その陣地を譲ろうとせず、隣接する北軍部隊が撤退を強いられるまで守り続けた。その師団長ジョン・ギアリー准将がこの戦闘中に重傷を負い、グリーンは一時的に師団の指揮を執った。
アンティータムの戦いでは、このときポトマック軍第12軍団の一部となっていた師団を再度一時的に指揮した。その師団の3個旅団はシーダー山の戦いをくぐり抜けてきた若い士官が率いていた。第12軍団長ジョーゼフ・K・マンスフィールド准将が戦闘の開始直後に戦死したが、グリーンはダンカー教会近くで南軍に対して破壊的攻撃を率い、北軍のどの部隊よりも南軍ストーンウォール・ジャクソン少将の前線深く進撃した。激しい圧力の中で、グリーンはその小さな師団（その日が始まったときに1,727名しかいなかった）で4時間、他部隊よりも前で戦い続けたが、最終的に大きな損失を出して後退した。その師団がハーパーズ・フェリーに配置された間に、グリーンは3週間の病気休暇を貰った。オリバー・O・ハワード少将がその仲間の士官の多くと同様、グリーンがアンティータムでの死傷者の悪臭で病気になったと推測した。グリーンが復帰すると、師団長にはジョン・ギアリー准将が就任していた。グリーンはギアリーが自分よりほんの数日昇進が早かっただけでその地位に選ばれたことに不満だった。ギアリーはシーダー山の戦いで負傷し、その戦闘記録は大したことが無かったが、その政治的なコネと負傷した士官は必ずしもその軍歴の挫折とすべきではないという感覚があり、現状を肯うしかなかった。
グリーンは第3旅団長に復帰し、北バージニアで小さな戦闘に関わり、12月のフレデリックスバーグの戦いには参戦しなかった。1863年5月のチャンセラーズヴィルの戦いでは、その旅団が前線の中央にあった。北軍右翼の第11軍団が崩壊したとき、グリーンの旅団は大砲の縦射と続いて歩兵の猛攻の対象になった。グリーンは自隊に逆茂木や塹壕を使って前線に対して200ヤード (180 m) 前進した位置を固めるように命じ、南軍の数度の攻撃に耐えたが、参戦した2,032名のうち528名の損失を出した。この戦闘の間に、ギアリーが再度負傷したのでグリーンがまた一時的な師団指揮を執った。

### ゲティスバーグ

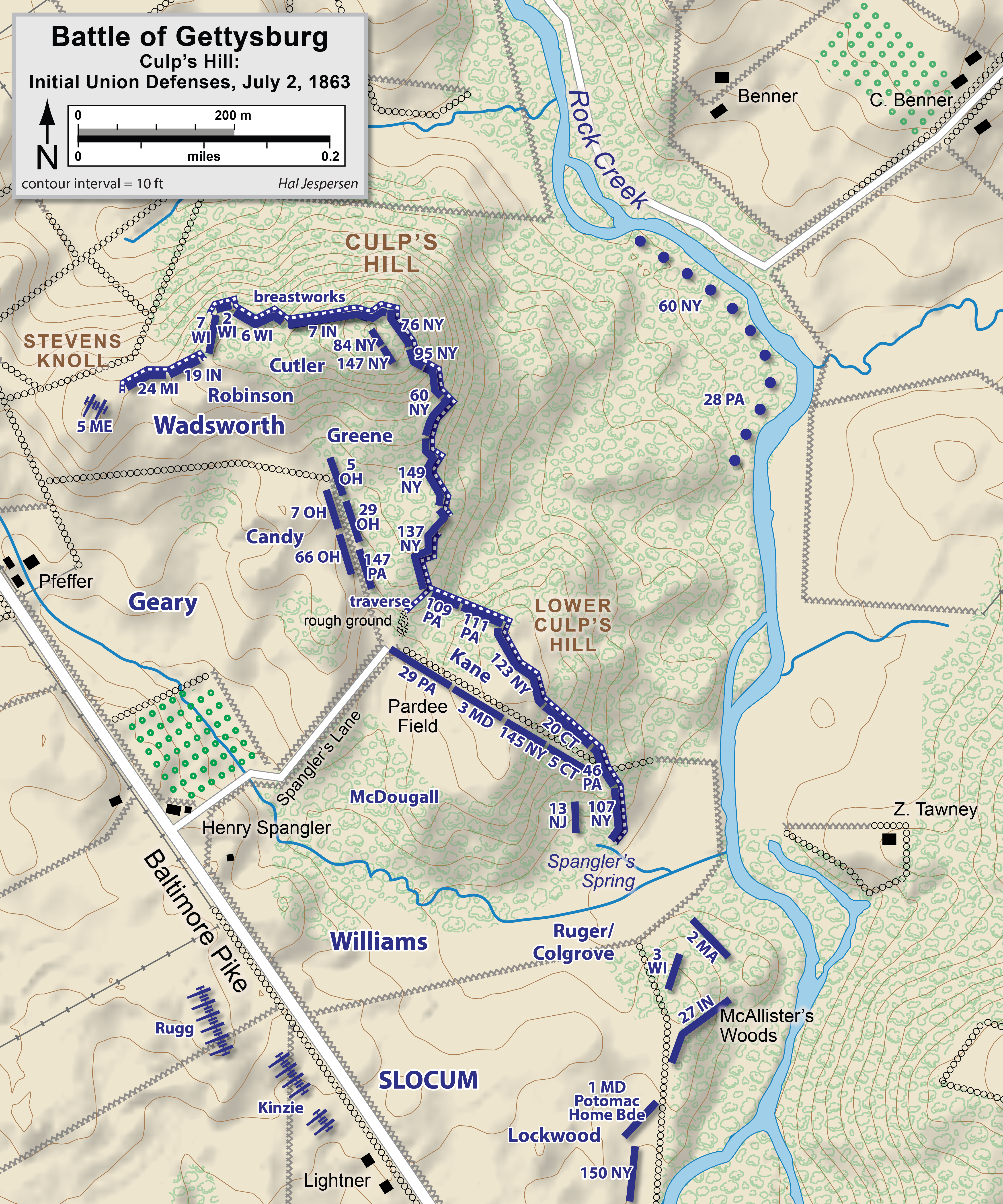
カルプスヒルの防御、7月2日午後

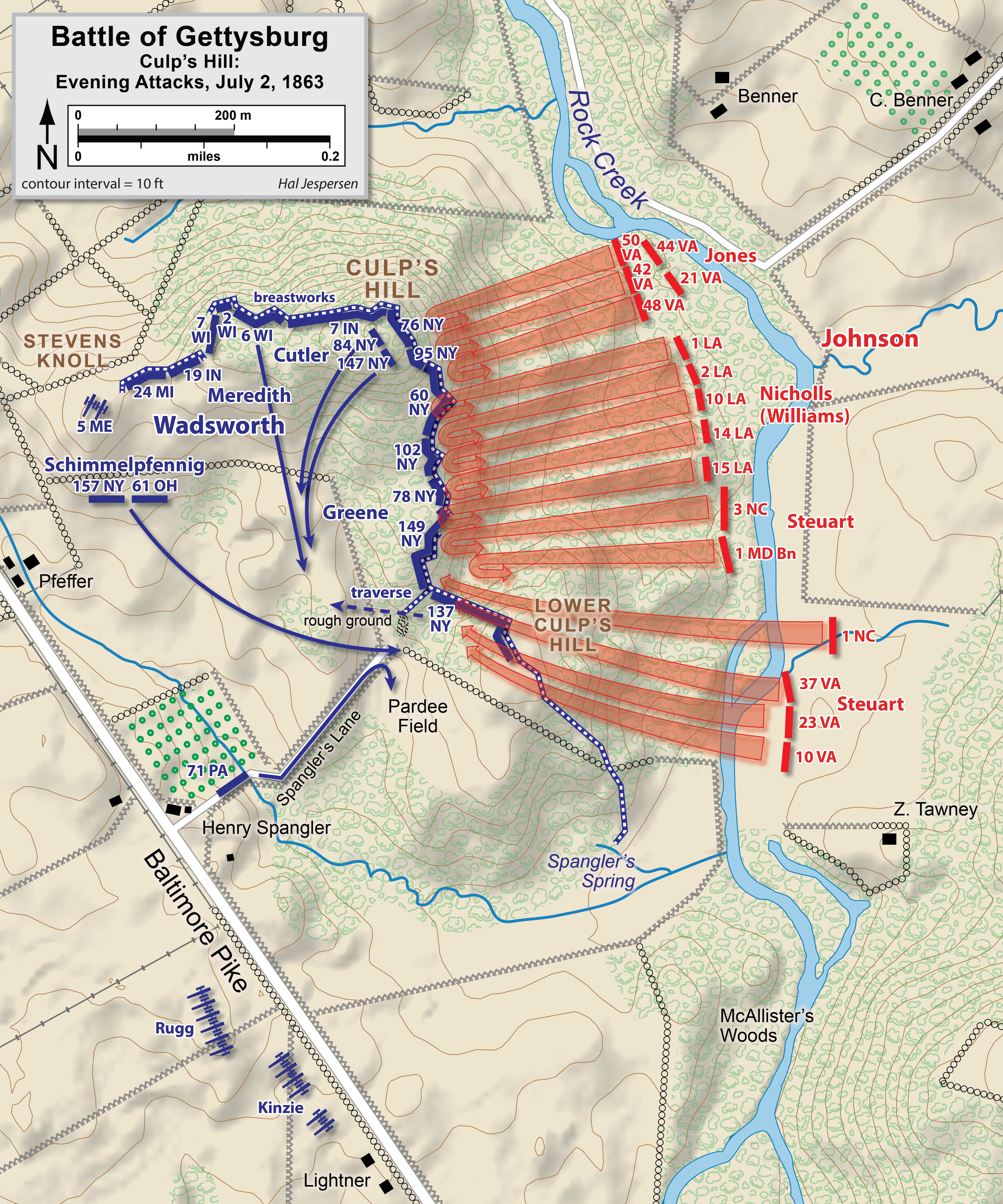
南軍エドワード・"アレゲニー"・ジョンソン将軍の攻撃、7月2日夕刻
南軍
北軍

ゲティスバーグの戦いはグリーンの軍歴でも最高の時だった。1863年7月2日、ポトマック軍指揮官ジョージ・ミード少将が第12軍団のほとんど全部隊を北軍右翼から激しい攻撃を受けていた左翼側面に移動させた。グリーンのニューヨーク旅団1,350名（5個連隊）だけで、南軍の1個師団全部隊が攻撃してきたときにカルプスヒルの1.5マイル (2.4 km) の前線を守ることになった。幸いにもグリーンはその前から土木技師としての適性でその部隊に強固な野戦防御線を構築させる優れた感覚を示しており、これは師団長のギアリーや軍団長のヘンリー・W・スローカム少将にはそのような関心が欠如しているところだった。グリーンの準備が決定的要因になってその旅団は数時間の間、何度も南軍エドワード・"アレゲニー"・ジョンソン将軍の攻撃を跳ね返し、グリーンにとってこの戦争でも最高の時になった。グリーンは参戦している全部隊を動き回って兵士達を鼓舞し、暗闇になってもその陣地を守らせた。7月2日に軍団長を代行したアルフェウス・ウィリアムズ准将は、グリーンの防御における「技術と判断」を称賛し、特にその陣地の「長所」を使ったことを誉めた。その夜遅く、第12軍団の他の部隊がカルプスヒルに戻った。戦闘は翌朝再開され、7時間以上も激しく続いたが、北軍はカルプスヒルを守り続けた。その部隊は失地の幾らかも回復し、再開された南軍の攻撃を撃退した。カルプスヒルの戦闘には両軍とも最年長の将軍が関わった。北軍はグリーンで62歳、南軍はウィリアム・"イクストラビリー"・スミスの65歳だった。
7月2日の北軍右翼側面の必死の戦いは北軍左翼リトルラウンドトップにおけるストロング・ビンセント大佐旅団のより有名な防御と同じくらい重要だった。実際に北軍の前線はボルティモア・パイク上にあった重要な北軍供給線からわずか400ヤード (360 m) 前であり、より重要性が高かったのでは無いかとも議論されている。しかし、ミードとスローカムの間にその公式記録に関する論争があったために、グリーンのこの重要な場面に対する貢献は広く伝えられることが無かった。グリーン旅団の或る者は次のように記した。

### 西部戦線
1863年秋、第12軍団はテネシー州チャタヌーガで包囲されていた北軍の補強のために西部戦線に派遣された。南軍による夜の急襲となったウォーハッチーの戦いで、グリーンは顔面を負傷し、顎を潰され歯も何本か無くなった。その後の外科手術でもその状態を元には戻せず、グリーンの人生の残りはその傷から来る痛みに苦しむことになった。治療のために6週間の休暇を取った後、グリーンは1865年1月まで軽い軍法会議の任務に当てられ、その後ノースカロライナ州におけるウィリアム・シャーマン少将の軍隊に合流した。当初は自発的にジェイコブ・ドルソン・コックス少将の参謀として働き、ワイズフォークの戦いに参戦して、騎っていた馬が撃たれた。南北戦争の最終盤、グリーンは第14軍団アブサロム・ベアードの第3師団の第3旅団を指揮し、ノースカロライナ州ローリーの占領に参加し、南軍ジョーゼフ・ジョンストン将軍の部隊を降伏するまで追跡した。

## 戦後の経歴
戦後、グリーンは1年間軍法会議の任務に携わった後に、ニューヨーク州とワシントンD.C.での土木技師に復帰した。1867年から1871年、ニューヨーク州のクロトン水路局の首席技師を務めた。86歳になっていたグリーンは30マイル (48 km) のクロトン水路全体を徒歩で検査して行った。グリーンは1875年から1877年までアメリカ土木学会の会長を務め、またニューヨーク系図学および伝記学協会の会長も務めた。1881年にはウェストポイントの見学者委員会に指名された。
グリーンは1892年までに北軍将軍では最長老、またウェストポイント卒業生でも最長老となった。グリーンはアメリカ合衆国議会に対して、その死後の家族の面倒を見るために工兵大尉の恩給を請願した。議会の最良の選択はニューヨーク州選出アメリカ合衆国下院議員でゲティスバーグの古参兵でもあるダニエル・シックルズによって調えられ、グリーンが正規軍に在籍した時の最高位である中尉の恩給が払われることになった。1894年8月18日、グリーンは砲兵隊の中尉として就役の誓いを立て、93歳で48時間アメリカ陸軍最長老の中尉となった。合衆国退役軍人会の古参兵はグリーンが世界の歴史の中でも最長老の中尉だと宣言した。

## 遺産

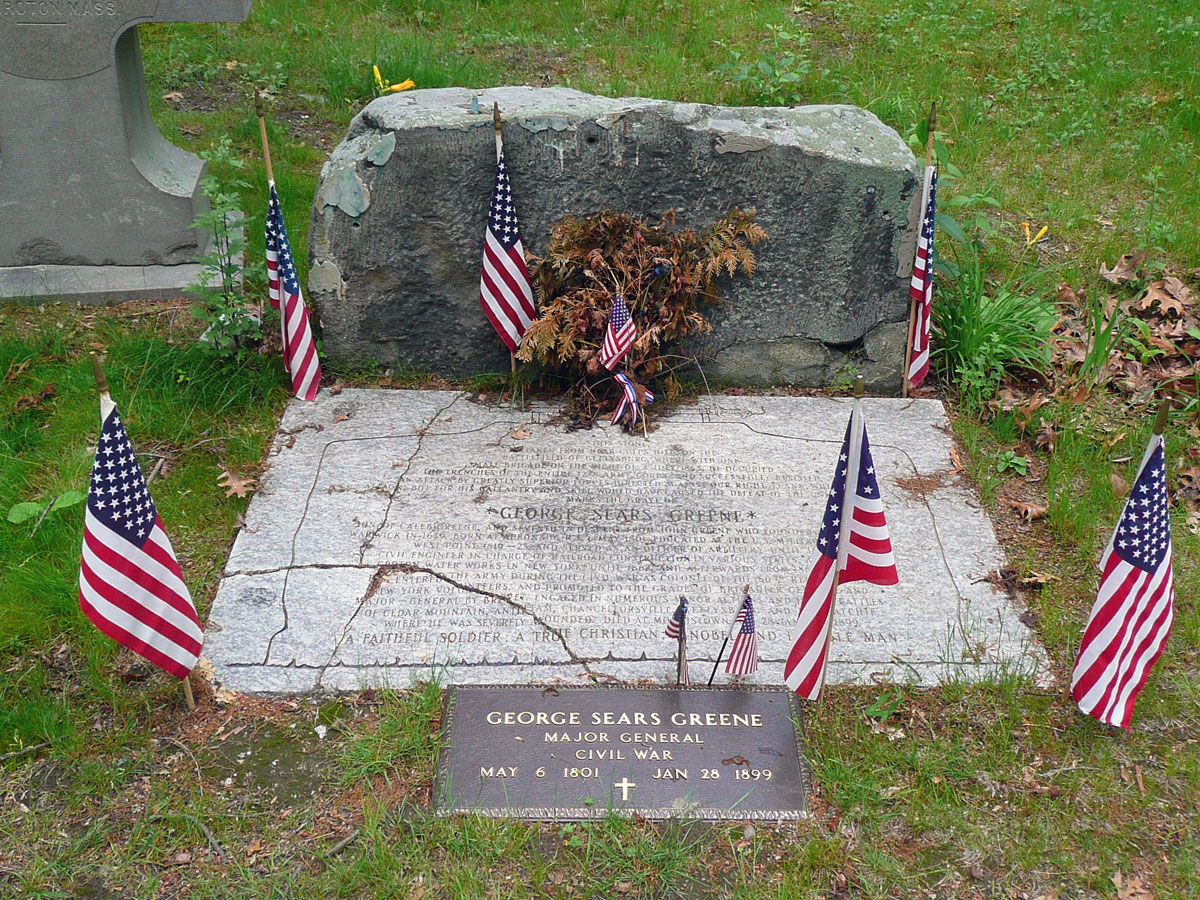
グリーンの墓所

グリーンはニュージャージー州モリスタウンで97歳の時に死に、ロードアイランド州ウォリックにあるグリーン家の墓地に埋葬された。その墓の上にはカルプスヒルから運ばれた2トンの巨石が置かれた。ゲティスバーグ国立軍事公園カルプスヒルにはニューヨーク州が1906年に立てたグリーンの彫像で記念されている。
グリーンの妻マーサは1883年に74歳で死んだ。その長男、サミュエル・ダナ・グリーン中尉は有名なハンプトン・ローズ海戦で鉄装甲艦USSモニターの副艦長だった。もう1人の息子フランシス・V・グリーンは米西戦争中、マニラの戦いで1個旅団を指揮した。3人目の息子チャールズ・サーストン・グリーンはカルプスヒルで父の参謀を務めた中尉だった。1863年遅くにチャールズは砲弾で負傷し脚を切断したが、1870年まで現役を続けた。ジョージ・シアーズ・グリーン・ジュニアも従軍を志願したが、彼が生き残って家名を継ぐために父に従軍を認められなかった。
第149ニューヨーク歩兵連隊のジョージ・K・コリンズ中尉がジョージ・シアーズ・グリーン将軍について次のように要約した記述がある。